# Albert Sonnichsen

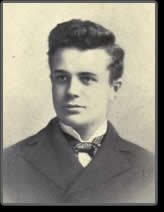
Albert Sonnichsen (1918)

Albert Sonnichsen (* 5. Mai 1878 in San Francisco, Kalifornien, Vereinigte Staaten von Amerika; † 16. August 1931 in Willimantic, Connecticut, Vereinigte Staaten von Amerika) war ein US-amerikanischer Journalist, Schriftsteller und Abenteurer. Sonnichsen erlangte besonders in Bulgarien und später in Nordmazedonien große Bekanntheit, als er sich als Freiwilliger der Inneren Makedonisch-Adrianopeler Revolutionären Organisation (IMARO) anschloss und führende Persönlichkeiten wie Damjan Gruew traf.
Er ist neben Arthur D. Howden Smith einer der wenigen westlichen Journalisten, die vom bulgarischen Freiheitskampf in Makedonien aus nächster Nähe berichteten und Bücher veröffentlichten.

## Leben

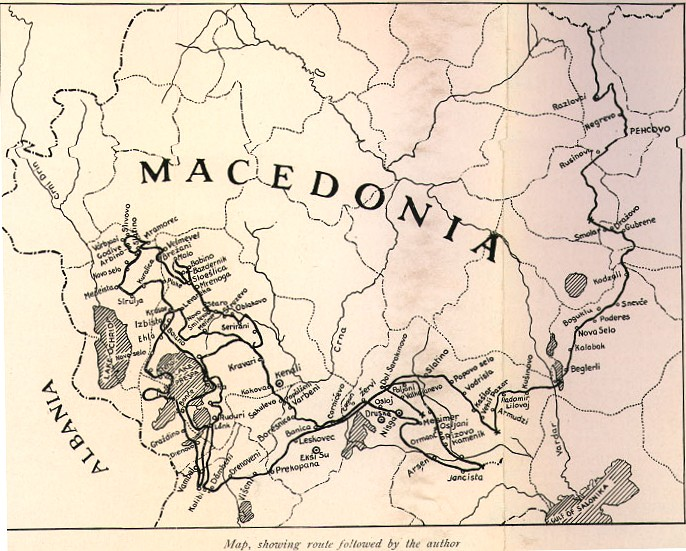
Von Sonnichsen bereiste Orte in Makedonien

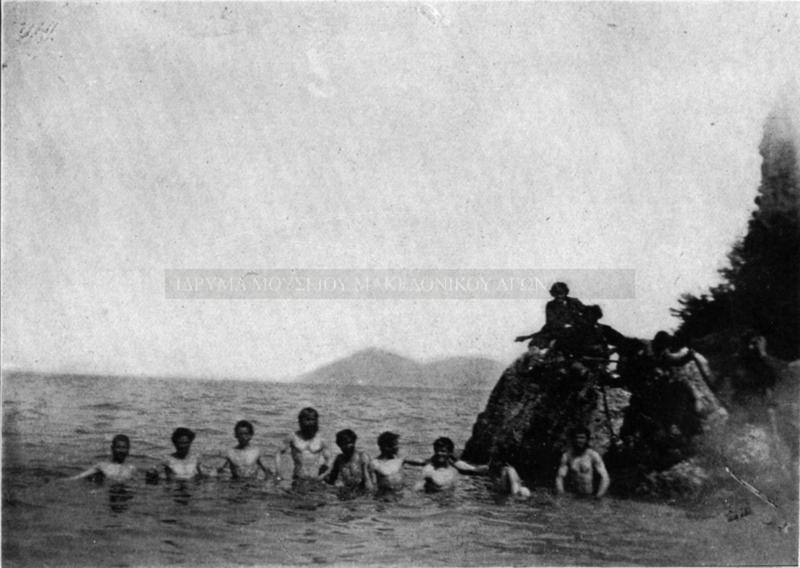
Albert Sonnichsen mit anderen Komitadschi am Ufer des Prespasees

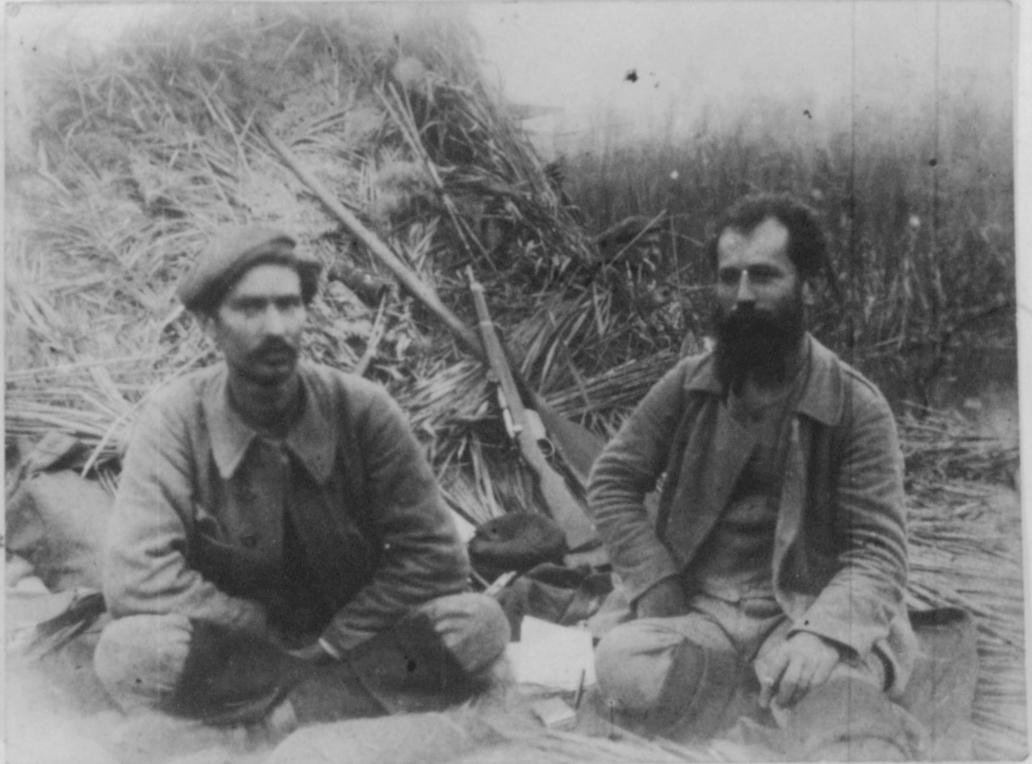
Die von Albert Sonnichsen im Jahr 1906 fotografierten Wojwoden der IMARO, Sande Kitanow und Damjan Gruew. Sonnichsen schoss sogleich das letzte Bild von beiden Wojwoden, die im Dezember gleichen Jahres bei einem Scharmützel bei Rusinovo starben

Sonnichsen entstammte der Familie von Nicholas Sonnichsen, welcher während des Sezessionskriegs auf der Seite der Konföderierten Staaten von Amerika kämpfte. Im Zuge des Spanisch-Amerikanischen Kriegs meldete er sich im Alter von 21 Jahren als Freiwilliger bei einer amerikanischen Expedition auf den  Philippinen. Dort geriet er von einheimischen Stämmen in zehnmonatige Kriegsgefangenschaft. Im Jahr 1901 veröffentlichte er in New York City sein erstes Buch mit den Namen Ten months a captive among Filipinos, welche seine Erlebnisse als Kriegsgefangener auf den Philippinen schildert.
Nach dem Ilinden-Preobraschenie-Aufstand zeigte er Interesse am nationalen Befreiungskampf der IMARO im Osmanischen Reich. Er kontaktierte bulgarische Emigranten in den USA und besuchte Bulgarien als Sekretär des Makedonischen Komitees in New York. Zwischen 1904 und 1906 stand er im Kontakt mit Revolutionären der IMARO. Von Februar bis November 1906 schloss er sich einer Tscheta an und diente als Korrespondent für englische und amerikanische Zeitungen. Unter anderem traf sich Sonnichsen mit führenden Persönlichkeiten der IMARO wie Damjan Gruew, Georgi Sugarew, Apostol Petkow, Sawa Michajlow und Christo Tschernopeew.
Er war Zeuge von Gräueltaten der griechischen Andartis-Partisanen in Makedonien. Nach seiner Rückkehr in die Vereinigten Staaten von Amerika im Jahr 1907 setzte er sich weiterhin mit dem Schicksal der makedonischen Bulgaren auseinander. 1909 veröffentlichte er seine Memoiren von seinem Aufenthalt in Makedonien im Buch Confessions of a Macedonian Bandit.
Im Jahr 1911, als Sonnichsen bereits Auslandsvertreter der IMARO in den Vereinigten Staaten war, unternahm er zusammen mit Itschko Dimitrow einen erfolglosen Versuch, Waffen nach Makedonien zu schmuggeln. Nach dem Ende des Ersten Weltkriegs wurde Albert Sonnichsen als agent for Bulgarians von der US-Regierung eingeladen, einen Bericht über die nationale Lage in Makedonien zu erstellen, der Aufschluss über die US-Delegation geben sollte. Darin sprach er sich gegen die griechischen und serbischen Ansprüche in Makedonien aus, das laut Sonnichsen mehrheitlich von Bulgaren bewohnt wurde. So antwortete Sonnichsen Emily Greene Balch, einer US-amerikanischen Pazifistin:

“I hope you’re not making any racial distinction between Bulgars and Macedonians. […] The distinction between Bulgars from Bulgaria and those from Macedonia is purely political.”

Sonnichsen heiratete Natalie de Bogory (1887–1939), die vor allem für ihre Übersetzungsarbeit aus dem Russischen ins Englische bekannt war und anschließend eine der ersten war, die die Protokolle der Weisen von Zion übersetzte. Sie hatten 1909 ein Kind namens Eric. 1919 ließen sich Albert und Natalie scheiden. Später gründete Albert Sonnichsen eine Genossenschaft in Willimantic, Connecticut.
Sein Buch Confessions of a Macedonian Bandit wurde 1927 zum ersten Mal ins Bulgarische übersetzt und mehrmals in den Jahren 1968 und 1983 veröffentlicht. Nach der Unabhängigkeit Nordmazedoniens 1991 wurde sein Buch ebenso ins Mazedonische übersetzt.
Sonnichsen starb am 15. August 1931 im Alter von 53 Jahren in Willimantic, Connecticut.

## Publikationen (Auswahl)
- Ten months a captive among Filipinos. 1901.
- Deep Sea Vagabonds. 1903.
- The Secret Republic of Macedonia. 1904.
- Confessions of a Macedonian Bandit. 1909.
- Consumers' Cooperation. 1919.